# Komedi
Komedi är ett skådespel, ett TV-program eller en film som syftar till att väcka glädje hos åskådaren eller rentav locka till skratt.
Ordet "komedi" härstammar från det klassiska grekiska κωμῳδία kōmōidía, som är en sammansättning av antingen κῶμος kômos (festlighet) eller κώμη kṓmē (by) och ᾠδή ōidḗ (sång); det är möjligt att själva κῶμος härrör från κώμη, och ursprungligen betydde byfest. Adjektivet "komisk" (grekiska κωμικός kōmikós), vilket strikt innebär att det som hänför sig till komedi i modern användning i allmänhet är begränsat till betydelsen "skrattretande". Till detta kom ordet i modern användning genom latinets comoedia och italienskans commedia, och har genom historien växlat nyanser i innebörd.[källa behövs]
Historiskt sett är komedi motsatsen till tragedi och historien tar karaktärerna från ett mindre bra tillstånd till ett bättre. Under antiken behövde komedin inte vara särskilt rolig, men skillnaden mot tragedin var att komedi hade ett lyckligt slut. Aristoteles såg denna som den lägre av de två genrerna, då den inte väcker eftertanke eller skänker rening hos publiken samt därför att den avbildar sämre människor.
Det finns en mängd undergenrer till komedi såsom lustspelet och satyrspelet eller inom filmen parodi, screwball och slapstick. Exempel på kända komediskådespelare är: Robert Gustavsson, Petra Mede, Jim Carrey och Melissa McCarthy.

## Filmgenre
Exempel på komedigenrer inom film är fars, pilsnerfilm, romantisk komedi och skräckkomedi.